# Kim Engelbrecht
Kim Suzanne Engelbrecht (Cidade do Cabo, 20 de junho de 1980) é uma atriz sul-africana. Ela tornou-se conhecida do público por seus papéis como Lolly na novela Isidingo, Sgt. Noma Banks na série Dominion (2014–2015), Marlize DeVoe em  The Flash (2017–2018) e a personagem título em Reyka (2021).

## Carreira
Kim nasceu na Cidade do Cabo em 1980. Fez sua estréia como atriz no filme italiano Sarahsara em 1994. Nele ela desempenhou o papel principal de Sarah uma sudanesa de 12 anos. Este trabalho foi dirigido por Renzo Martinelli. Sua atuação foi reconhecida com uma indicação de Melhor Atriz no Globo de Ouro italiano.
Em 1998 ela interpretou o papel de Lolly van Onselen na novela sul-africana Isidingo. Em 2004, interpretou a personagem Nancy no filme Boy Called Twist baseado no romance Oliver Twist. Kim recebeu o papel coadjuvante de Mickey no drama The Flyer, que foi lançado em 2005, e interpretou o papel principal no filme de comédia Bunny Chow. Na série de televisão Rugby Motors ela pode ser vista como Leona em 2012.
Ela também apareceu como Kelly no filme de ação Death Race 3: Inferno ao lado de Luke Goss, Ving Rhames, Danny Trejo, Tanit Phoenix e outros atores sul-africanos. O filme foi lançado em 2012 como uma produção direta para DVD.

## Filmografia

### Cinema
| Ano  | Título                | Papel           | Nota(s) |
| ---- | --------------------- | --------------- | ------- |
| 1994 | Sarahsara             | Sarah           |         |
| 2004 | Boy Called Twist      | Nancy           |         |
| 2005 | The Flyer             | Mickey          |         |
| 2006 | Bunny Chow            | Kim             |         |
| 2013 | Death Race 3: Inferno | Kelly O'Donnell |         |
| 2014 | Konfetti              | Bianca Beekman  |         |
| 2015 | Eye in the Sky        | Lucy Galvez     |         |
| 2017 | Dating Game Killer    | Joanne          |         |

### Televisão
| Ano       | Título               | Papel             | Nota(s)                                     |
| --------- | -------------------- | ----------------- | ------------------------------------------- |
| 1998      | Isidingo             | Lolly van Onselen |                                             |
| 2012      | Rugby Motors         | Leona             |                                             |
| 2013      | Wie is de Mol?       | Herself           |                                             |
| 2013      | Mad Dogs             | Greta             | 1 episódio                                  |
| 2013      | Geraamtes in die Kas | Aesha Abrahams    |                                             |
| 2014      | SAF3                 | Becca Connors     | 4 episódios                                 |
| 2014–2015 | Dominion             | Sgt. Noma Banks   |                                             |
| 2017      | Deadly Leaks 2       | Layla             | Telefilme                                   |
| 2017–2018 | The Flash            | Marlize DeVoe     |                                             |
| 2021      | Bulletproof          | Megan             | 3 episódios                                 |
| 2021      | Reyka                | Reyka Gama        | Indicada-Emmy Internacional de melhor atriz |
| 2022      | Raised By Wolves     | Decima            | 5 episódios                                 |